# Bare-foot

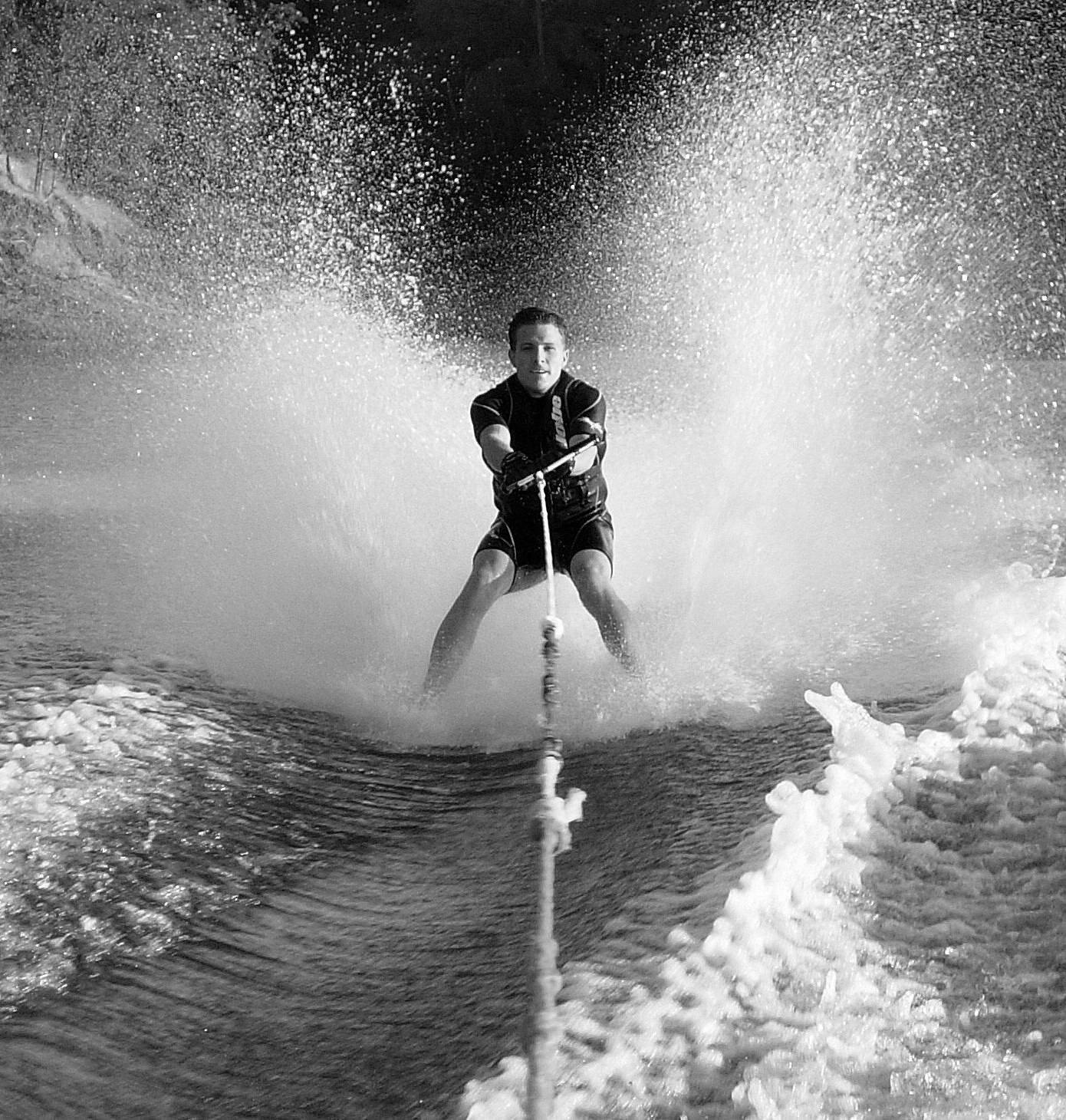
Ryan Jergensen praticando esqui barefoot no lago Berryessa em 2006

O Bare-foot é um esqui aquático sem os esquis. é um desporto que se faz só com os pés. O barco que puxa o desportista vai a altas velocidades (+ ou - 40 mph)e consegue fazer os pés planar sobre a água. Também é possível esquiar com o corpo (costas) e mãos. Sendo necessário uso de roupas especiais e específica para a prática.